# Ливан на зимних Олимпийских играх 1976
Ливан принимал участие в Зимних Олимпийских играх 1976 года в Инсбруке (Австрия) в восьмой раз за свою историю, но не завоевал ни одной медали. Представлявшая страну Фарида Рахмех приняла участие в соревнованиях по горнолыжному спорту.